# Рагульскис, Казимерас Миколович
Казимерас Миколович Рагульскис (15 октября 1926, Кловайняй, Шяуляйский уезд — 24 декабря 2023, Каунас) — советский и литовский инженер-механик, член-корреспондент АН СССР (1987), позже РАН, академик АН Литвы. Заслуженный изобретатель СССР (1987).
Область работы: прецизионная вибромеханика и вибротехника.

## Биография
В 1951 году окончил Каунасский политехнический институт, в 1954 году аспирантуру ИМАШ АН СССР. После работал в АН Литовской ССР, а с 1963 года в Каунасском политехническом институте.

## Научная деятельность
Автор и соавтор 28 монографий, около 700 статей, 1750 изобретений, около 100 инноваций.
К. Рагульскис проводил свои исследования по прецизионной вибромеханике и вибротехнике, начиная с самых азов, сперва в АН Литовской ССР (1954—1963 гг.), а затем в Каунасском политехническом институте — в созданной им лаборатории. Все работы по заказам различных научных организаций, опытных конструкторских бюро, НПО, передовых предприятий СССР велись на основе хозяйственно договорного финансирования. Со временем лаборатория стала научным центром «Вибротехника».
Достигнутые результаты в науке и изобретательстве нашли своё применение в различных областях промышленности, в том числе и в научном приборостроении. Кроме того, исследования, проводимые сотрудниками в качестве хобби, по использованию вибраций и волн в медицине, биологии, музыке дали также ценные результаты.
К. Рагульскис создал новую научную область, названной прецизионной вибромеханикой и вибротехнику. Открыл новые и исследовал известные эффекты и свойства нелинейных динамических систем, сформулировал научные основы отдельных направлений этой области, создал принципы для создания новых систем, которые со своими учениками развил до прикладных научных результатов для инженерной практики. Полученные результаты отметил известный учёный, академик РАН Клюев В. В., в своей книге «Прецизионная вибромеханика и вибротехника. Научная школа К. М. Рагульскиса», Москва, 2012.

## Перспективность и научные достижения
Технические системы быстро развиваются. Например, в микромире мы уже сталкиваемся с объектами величиной в нанометры. Не за горами время, когда человечество должно будет работать с телами в тысячи и миллионы раз меньшими чем нанометр. С другой стороны, особенно для познания и освоения объектов за пределами Земли пришлось создавать системы, измеряемые сотнями метров, а в будущем придётся создавать размером в тысячи километров.
Актуальность и перспективность науки обусловлена тем, что механические системы и создаваемые объекты быстро развиваются из-за взаимодействия с другими физическими процессами и живыми организмами, также изменяются их размеры и веса, скорость и динамичность, их точность приближается к асимптотически недостижимым пределам.
С точки зрения прецизики в технике, как и в неживой и живой природе, всё вибрирует и волнуется. Здесь имеются большие перспективы развивать исследования для раскрытия эффектов и свойств нелинейных динамических систем, создавать научные основы и принципы для создания всё более совершённых новых систем.
Созданная научная область прецизионной вибромеханики и вибротехники имеет выходы и применения во всех областях деятельности (промышленности, аэрокосмической технике, медицине, биологии, искусстве). В этой научной области были созданы научные направления стабилизации, роботизации, контроля, основанные на колебаниях, волнах и эффектах и свойствах нелинейных динамических систем.
В процессе теоретической и экспериментальной научной работы был совершен ряд открытий и изобретений, некоторые из которых можно смело назвать мини-революциями.
Принципы эффектов:
- создан эффект комбинированной динамической синхронизации и оригинальные методы и средства воплощения;
- или создан эффект динамической направленности определённых систем. Здесь из за колебаний создаются законы движений самоорганизующихся систем, траектории или неустойчивые и устойчивые динамические структуры систем. На этой основе созданы новые технологии. Например вибрируя жидкие полимеры переходя в твёрдое состояние ориентируются диполи, которые позволяют сделать омическое сопротивление полимера по отдельным направлениям даже в тысячу раз различающимся в величине.

Принципы изменения движений:
- создано несколько новых принципов, основанных на колебаниях и волнах тел, используя нелинейные эффекты, с целью заставить тела двигаться по желаемым законам и траекториям или с высокой точностью выполнить позиционирование в пространстве. По этим принципам создано много виброприводов и виброустройств;
- созданы динамические системы без кинематических связей, которые изменяют ротационные и шаговые движения один в другой;
- для осуществления очень малых перемещений создан вибрационный капилярный метод;
- также для осуществления малых перемещений созданы системы, основанные на деформациях твёрдых тел определённых составленных форм.

Принципы стабилизации:
- для стабилизации движущихся систем созданы принципы, основанные на микроколебаниях высокой частоты и бегущих волнах;
- созданы саморегулирующиеся по силовым полям методы и средства виброзащиты;
- для изменения статического центрирования роторных систем созданы эффективные методы и средства вибрационного динамического центрирования;
- идентификация и стабилизация твёрдых тел вращающихся вокруг любой оси выполняется созданной методикой, основанной исследованием их динамики около трёх ортогональных осях;
- осуществлена автоматическая динамическая изоляция колебательных систем с несколькими степенями свободы, которая предохраняет окружение от колебаний;
- осуществлена активная защита органов слуха человека от внешних шумов;
- созданы методы и средства для принятия внешних сигналов техническими устройствами вместо глаз, ушей и их передачи в мозг через колебания человеческой кожи.

Принципы изменения энергии:
- созданы методы и средства для трансформации механической энергии твёрдых тел или потоков в электрическую автоколебаниями или автоволнами;
- созданы экологические двигатели и вибрационные устройства, основанные на энергии накопленной постоянными магнитами;
- созданы термодвигатели, основанные на материалах с называемой памятью;
- осуществлена эффективная динамическая трансформация механической энергии между ротационного и шагового движений;
- созданы системы для быстрой фокусировки оптической энергии в пространстве.

Принципы контроля:
- созданы методы и средства прецизионного измерения колебаний, которые удаляют возмущения;
- осуществлены методы и средства измерения перемещений и их производных, основанные на поверхностных волнах;
- также созданы методы измерения перемещений и их производных, основанные на фото-стробоскопическом процессе;
- созданы оптические методы для измерения перемещений на уровне наноизмерений;
- созданы мощные акустические вибраторы управляемых спектров для испытаний, или диагностики, или разрушения объектов и сооружений.

Эти и другие факты найденные исследованиями и на их основе созданы методы и средства для многих изобретений и инноваций были и являются эффективно революционно используемые в науке и технике. Действие некоторых созданных объектов кажется как парадоксальные явления.
Выполнялись поисковые, а также типа «хобби» работы.
Из них следует упомянуть разделение твёрдых тел на молекулы, попытка разделение молекул (воды) на атомы.
Основа разниц формирования звуковых формант, создаваемых отдельным солистом и хором.
Создана вибрационная платформа для очистки лёгких создавая в лёгких управляемые волны.
Вибрирование всасываемого в лёгкие воздуха по желаемым параметрам.
Устройство измерения дебита воздуха во время дыхания.
Создана платформа, на которой усталому человеку через несколько минут удаляется усталость, то есть восстанавливаются некоторые параметры человека (пульс, давление крови), бывшие перед тяжёлый труд.
Создана методика и средства диагностики некоторых нервных и сердечных заболеваний по вибрационным характеристикам человеческих мускулов.
Созданы средства для транспортировки материалов волнами в каналах биологических систем.
Организм человека испытывает действие внутренних и внешних процессов механического движения, сил, энергии, температуры, света, магнитные, электростатические, химические, … . Сенсоры человеческого организма чувствует часть из них. Это зависит от природы самих процессов и их характеристик. Технические устройства позволяют расширить их чувственные характеристики и измерять процессы, на которые человеческие сенсоры не реагируют. Но процессы фиксируемые техническими устройствами можно передать в мозг через колебания кожи человека. Мозг реагирует знаками различных цветов в зависимости от частот и характеристик форм колебаний.

## Монографии, издания
1. Механизмы на вибрирующем основании (Вопросы динамики и устойчивости) / К. Рагульскис. Каунас: Ин-т энергетики и электротехники АН Лит. ССР, 1963. 232 с.: ил.
2. Самосинхронизация механических систем / К. Рагульскис, И. Виткус, В. Рагульскене; под ред. К. Рагульскиса. Вильнюс: Минтис, 1965. Т. 1: Самосинхронные и виброударные системы. 186 с.
3. Самосинхронизация механических систем / К. Рагульскис, А. Каволелис, И. Балтрушайтис, Э. Саткевичюс; под ред. К. Рагульскиса. Вильнюс: Минтис, 1967. Т. 2: Самосинхронизация, моделирование. 238 с.
4. Колебания сложных механических систем / К. Рагульскис, З. Кубайтис, А. Кумпикас, Ю. Гяцявичюс; под ред. К. Рагульскиса. Вильнюс: Минтис, 1969. 247 с.
5. Вибрация подшипников / К. Рагульскис, А. Юркаускас, В. Атступенас, А. Виткуте, А. Кульвец; под ред. К. Рагульскиса. Вильнюс: Минтис, 1974. 392 с.
6. Вибрация роторных систем / К. Рагульскис, Р. Ионушас, А. Бакшис, М. Рондоманскас, Ю. Тамошюнас, Р. Дашевский. Вильнюс: Мокслас, 1976. 232 с.
7. Vibration of bearings / K. Ragulskis, A. Jurkauskas, V. Atstupėnas, A. Vitkutė, A. Kulvec. Calcuta: New Delhi, 1979. 388 p.
8. Вибродвигатели / Р. Бансявичюс, К. Рагульскис. Вильнюс: Мокслас, 1980. 193 с.
9. Методы и средства экспериментальных исследований динамики прецизионных лентопротяжных механизмов / П. Варанаускас, А. Куртинайтис, К. Рагульскис. Вильнюс: Мокслас, 1982. 202 с.
10. Динамика прецизионных лентопротяжных механизмов / К. Рагульскис, П. Варанаускас, В. Лялин, Р. Бенткус. Вильнюс: Мокслас, 1984. 171 с.
11. Расчёт и проектирование вибродвигателей / Р. Бараускас, Г. Кульветис, К. Рагульскис. Л.: Машиностроение, 1984. 102 с.
12. Высокочастотные вибрационные преобразователи движения / Р. Бансявичюс, Р. Курыло, А. Бубулис, Р. Волченкова; под ред. К. Рагульскиса. Л.: Машиностроение, 1984. 64 с.
13. Динамический синтез машин полунатурным моделированием / К. Рагульскис, И. Скучас. Вильнюс: Мокслас, 1985. 162 с.
14. Вибрации подшипников / К. Рагульскис, А. Юркаускас. Л.: Машиностроение, 1985. 119 с.
15. Промышленные роботы для миниатюрных изделий / Р. Бансявичюс, А. Иванов, Н. Камышный, А. Костин, Л. Ловиков, В. Михеев, Т. Никольская, К. Рагульскис, В. Шангин; под ред. В. Шангина. М.: Машиностроение, 1985. 264 с.
16. Колебательные системы с динамически направленным вибровозбудителем / К. Рагульскис, Л. Рагульскис. Л.: Машиностроение, 1987. 132 с.
17. Вибрационное старение / К. Рагульскис, Б. Стульпинас, К. Толутис. Л.: Машиностроение, 1987. 72 с.
18. Vibromotors for precision microrobots / K. Ragulskis, R. Bansevičius, R. Barauskas, G. Kulvietis. N. Y.: Hemisphere, 1987. 326 р.
19. Вибростабилизаторы движения / К. Рагульскис, М. Арутюнян, А. Кочикян и др. Вильнюс: Мокслас, 1988. 152 с.
20. Приводы механизмов с газовой тягой / К. Рагульскис, В. Лукшите, А. Галинскас, Л.-А. Штацас. Вильнюс: Мокслас, 1988. 53 с.
21. Vibrations of bearings / K. Ragulskis, A. Jurkauskas. N. Y.: Hemisphere, 1989. 120 р.
22. Прецизионные вибромеханические сканирующие устройства / К. Рагульскис, М. Арутунян, Р. Бансявичюс, А. Бусилас, А. Кочикян, М. Саркисян, С. Шержентас; под ред. К. Рагульскиса. Вильнюс: Мокслас, 1989. 140 с.
23. Механизмы типа роламайт / К. Рагульскис, Р.-В. Улозас, Н. Бакай, А. Палявичюс. Вильнюс: Мокслас, 1990. 198 с.
24. Vibroengineering / K. Ragulskis and others // Lietuvos Mokslas. Science and Arts of Lithuania. Vilnius: LMA, 1998. 570 p.
25. Transformation of rotational motion by inertia couplings / K. Ragulskis, B. Spruogis, M. Ragulskis. Vilnius: Technika, 1999. 236 p.
26. Mechanisms of variable dynamical structure / K. Ragulskis, L. Ragulskis, M. Ragulskis. Kaunas: Technologija, 2001. 172 p.
27. New metods of Studying Noise and Vibration and Cybernetic Dyagnosis of Machines and Mechanisms / ed. by K. Ragulskis. Washington, D.C.: NASA, 1976. 166 p.
28. Вибротехника: сб. науч. тр. вузов Литвы / отв. ред. К. Рагульскис. Вильнюс: Мокслас, 1967—1991. Т. 1 — 69.
29. Вибротехника: проспект разработок / отв. ред. К. Рагульскис. Каунас: КПИ, 1968—1988. Вып. 1 — 22.
30. Vibration Engineering / ed. Chief K. Ragulskis. New York: Hemisphere Publ. Corp., 1986—1990. Vol. 1 — 4. № 1 — 16.
31. Vibration diagnostics in precision instruments / S. Koroblev, V. Shapin, Yu. Filatov; еd. K. Ragulskis. N. Y.: Hemisphere Publ. Corp., 1987.
32. Vibroactivity of branched and ring structured mechanical drives / I. Vulfson; еd. K. Ragulskis. N. Y.: Hemisphere Publ. Corp., 1988.
33. Vibration protecting and measuring systems with quasi zero stiffness / P. Alabuzhev, A. Gritchin, L. Kim, V. Chon, P. Stepanov; еd. K. Ragulskis. N. Y.: Hemisphere Publ. Corp., 1989. 100 p.
34. Справочник по балансировке / К. Рагульскис и др.; под ред. М. Левита. М.: Машиностроение, 1992.
35. Vibroengineering // Science and Arts of Lithuania. Кн. 19. Вильнюс: АН Литвы, 1998. 572 с.
36. Journal of Vibroengineering / еd. in chief K. Ragulskis. Kaunas: Public Establishment Vibroengineering. С 1999, … , 8 номеров в год.
37. Под ред. К. М. Рагульскиса издана серия книг «Библиотека инженера: вибрационная техника», 1983—1992 г. г. (изд. в СССР и США на русском и английском языках).
38. Под. ред. К. М. Рагульскиса издано около двух десятков трудов конференций, симпозиумов по прецизионной вибромеханике и вибротехнике, 1965—2010 г. г.
39. Профессор Вида Кесгайлайте-Рагульскене (1931—2009) / редкол.: К. Рагульскис и др. // Science and Arts of Lithuania. Кн. 74. Вильнюс, 2009. 568 с. (на литовском языке).
40. Рагульскис К. Фибикс Я. Вибрационные игрушки для взрослых - развлечение или лечение, 2012. брошюра 98 с. (языки издания - английский, литовский, русский)
41. Journal of Measurements in Engineering / еd. in chief K. Ragulskis. Kaunas: Public Establishment Vibroengineering. С 2013, … , 4 номера в год.
42. Рагульскис К. Вибротехника 50. Каунас: Vibroengineering, 2013, 204 с. (на литовском языке).
43. Рагульскис К., Рондоманскас М., Бубулис А. Колебания в науке, технике и прогрессе человечества. Каунас: Vibroengineering, 2014, 88 с. (на литовском языке).

## Общественная деятельность
- Гл. редактор трудов Вибротехника (69 выпуска).
- Гл. редактор международных журналов «Journal of Vibroengineering» и «Journal of Measurements in Engineering», отдельных изданий.
- Организатор конференций, симпозиюмов, в том числе два десятка международных.

## Награды
- Заслуженный изобретатель СССР (1987)[3];
- Заслуженный деятель науки и техники Литовской ССР;
- Трижды лауреат госпремий Литовской ССР;
- Лауреат премии Совета Министров Литовской ССР;
- Лауреат премии К. Семенавичус АН Литовской ССР;
- Награждён ВДНХ СССР знаком лауреата, двумя большими медалями, дипломами почёта, 7 золотыми медалями, несколькими серебряными и бронзовыми медалями;
- Разными наградами и медалями почти 100 единиц;
- Почётный доктор Хмельницкого национального университета и Вильнюсского технического университета.